# Тель-Арад
31°16′51″ пн. ш. 35°07′30″ сх. д. / 31.28083333° пн. ш. 35.125° сх. д.
Тель-Арад (івр. תל ערד) — національний парк на півдні Ізраїлю на місці стародавнього міста Арад. Розташований за 7 км на захід від сучасного Арада, на кордоні Негева і Юдейської пустелі.

## Огляд
На території національного парку розкопано Нижнє місто — ханаанське місто бронзової доби і Верхнє місто — єврейське місто періоду Першого Храму (з XI ст. до н. е.). Територія ханаанського Арада становить понад 10 га, місто оточувала стіна з вежами і воротами, довжина стіни 1200 метрів, ширина 3—4 метри, висота до 8 метрів. Ханаанський Арад досяг розквіту в 2950—2800 роках до н. е. Серед знахідок — глечик з ім'ям Нармера, засновника першої династії царів у Єгипті. В єврейському місті знайдено храм з жертовником, точно відповідним за розмірами жертовнику в скинії Заповіту. В храмі виявлено дві стели, імовірно присвячені самому Ягве і Ашері, аналогічно дарчому напису «Всевишньому і його дружині», знайденому в святилищі Тель-Шеви. Також, за останніми даними, стели використовувалися як вівтарі для куріння пахощів і психоактивних речовин. В одній з них виявлено залишки ладану, а в другій — марихуани, і тому визначати за їхньою кількістю число божеств, шанованих у храмі, неправильно.
Храм в Араді — перше зі знайдених юдейських святилищ у землі Ізраїлю. Серед інших знахідок — безліч текстів на остраконах, що належать до середини VII ст. до н. е., зокрема зі згадкою «Дому Ягве» (дав-євр. בית יהוה) (або храму в самому Араді, або Єрусалимського храму). Більшість остраконів походять з архіву командира фортеці й описують військові й господарські заходи, пов'язані з політичними й військовими подіями останнього періоду існування Юдеї, такими, як конфлікт з Едомом. У листах описується переміщення військ, посилення фортечних гарнізонів, інструктування кіпрських і грецьких найманців, розподіл продуктів.
Укріплення і святилище побудовано за часів об'єднаного Ізраїльського царства. Храм засипано землею, мабуть, під час релігійної реформи царя Йосії (Йошияху) в VII столітті до н. е.
Згаданий у Біблії Арад, завойований під час вторгнення ізраїльтян у Ханаан (Чис 21:1–3, Нав 12:7–16), мабуть, розташований в іншому місці.
Археологічні розкопки вели Йоханан Аароні і Рут Аміран більш як двадцять років, починаючи від 1962 року. Національний парк відкрито в 1982 році на площі 513 дунамів, планується розширення до 1235 дунамів. При парку облаштовано кемпінг.